# Barranca Mina
Barranca Mina är en ort i Mexiko.   Den ligger i kommunen Acatepec och delstaten Guerrero, i den sydöstra delen av landet, 240 km söder om huvudstaden Mexico City. Barranca Mina ligger 2 035 meter över havet och antalet invånare är 423.
Terrängen runt Barranca Mina är kuperad åt nordväst, men åt sydost är den bergig. Runt Barranca Mina är det ganska glesbefolkat, med 24 invånare per kvadratkilometer. Närmaste större samhälle är Malinaltepec, 18,7 km öster om Barranca Mina. I omgivningarna runt Barranca Mina växer huvudsakligen savannskog.